# Dorcadion nikolaevi
Dorcadion nikolaevi là một loài bọ cánh cứng trong họ Cerambycidae.